# Rivière de Mahé
La rivière de Mahé (en anglais Mahe River) (aussi connu comme Mayyazhipuzha ou Mayyazhi Puzha) est une rivière du sud de l'Inde. Elle traverse l'État du Kerala et de l'enclave côtière du district de Mahé du Territoire de Pondichéry.

## Géographie
La rivière naît dans les collines du Wayanad dans les Ghats occidentaux et se jette dans la mer d'Arabie à la hauteur de Mahé. Elle a une longueur totale de 54 km.
La rivière traverse les villages de  Naripetta, Vanimel, Iyyancode, Iringanoor, Tripangathur, Peringalam, Edachery, Kacheri, Eramala, Parakkadavu Kariyad, Olavilam, Kunnumakkara, Azhiyoor et Mahé.
Son bassin versant a une superficie de 394 km2.
La rivière marque la limite nord de la ville de Mahé.

## Économie
La rivière a peu d'influence sur l'économie de la région qu'elle traverse. Elle a été utilisée anciennement pour la navigation fluviale intérieure et le transport de marchandises en provenance des villages de l'intérieur vers Mahé.
Le gouvernement du Territoire de Pondichéry prévoit la construction d'un port de pêche à l'embouchure de la rivière. 
Afin d'améliorer le potentiel touristique de Mahé une promenade le long de la rivière (Riverside Walkway) est en cours de construction par les autorités du Territoire. Cette promenade ira du complexe de sports nautiques de Manjakkal vers la digue du port de pêche.

### Sources
- (en) Cet article est partiellement ou en totalité issu de l’article de Wikipédia en anglais intitulé « Mahé River » (voir la liste des auteurs).